# رهوة الجلبة (حالمين)

تعديل مصدري - تعديل

رهوة الجلبة هي إحدى قرى عزلة حبيل الريدة بمديرية حالمين التابعة لمحافظة لحج، بلغ تعداد سكانها 43 نسمة حسب تعداد اليمن لعام 2004.